# 離石護軍
離石護軍，十六国时期官名。
后燕建兴九年（394年），后燕灭西燕，在西河郡离石县（今山西省吕梁市离石区）设置离石护军，属于并州。永康元年（396年），北魏拓跋珪攻打慕容宝，擒获后燕離石護軍高秀和。北魏废除离石护军。